# Scopula eximia
Scopula eximia är en fjärilsart som beskrevs av W. Warren 1898. Scopula eximia ingår i släktet Scopula och familjen mätare. Inga underarter finns listade.